# Lunula

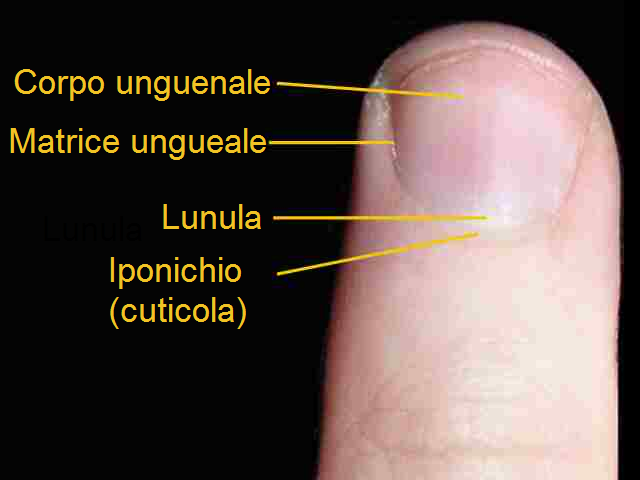
Lunula visibile su unghia

La lunula, o nel linguaggio familiare lunetta, è la zona a forma di mezzaluna e di colore generalmente biancastro che è alla base dell'unghia. 
Rappresenta la parte visibile della matrice dell'unghia, ossia di quell'insieme di cellule epiteliali, situate in corrispondenza della radice dell'unghia, da cui ha origine la lamina ungueale.
È maggiormente evidente nel pollice, anche se non in tutti è visibile.